# Château de Moncel
Le château de Moncel est situé sur la commune de Jarny, à 30 km à l'ouest de Metz et à 45 km au nord-ouest de Nancy, dans le département de Meurthe-et-Moselle.

## Histoire

### XIIe siècle à 1914
Au XIIe siècle, le château de Moncel est cité pour la première fois. Il était alors un château fort avec pont-levis et fossés. Son propriétaire initial à cette époque est Henri V de Luxembourg, alors comte de Luxembourg. En 1288, le domaine est vendu à Guerrin de Moncel, un chevalier au service d’un seigneur de la maison d’Aspremont. En 1330, son fils Gérardin de Moncel lui succède.
Durant de nombreux siècles, plusieurs successeurs possèdent le château, jusqu’en 1822, où Émile Bouchotte entreprend la remise en état du domaine grâce à des idées modernes acquises lors d’un séjour en Angleterre. Deux ans après la rénovation, le Conseil général de la Moselle lui rend hommage pour ses efforts en l’élisant à la Société des Sciences et des Arts à Metz.
En 1830, Émile Bouchotte devient maire de Metz et vend le domaine de Moncel à Henri de Redon un an plus tard. Ce dernier entreprend rapidement la construction de la maison de la ferme Sainte-Catherine et acquiert le moulin de Droitaumont ainsi que la propriété de la Grange. L’agrandissement du domaine nécessite la construction d’un petit pont en 1862, et Henri de Redon achète par la suite le chemin qui longe le parc.
En 1905, le château est agrandi ; il prend à cette époque l’allure d’un château du XVIIIe siècle. Son fronton s’orne alors des « armes des de Redon ».

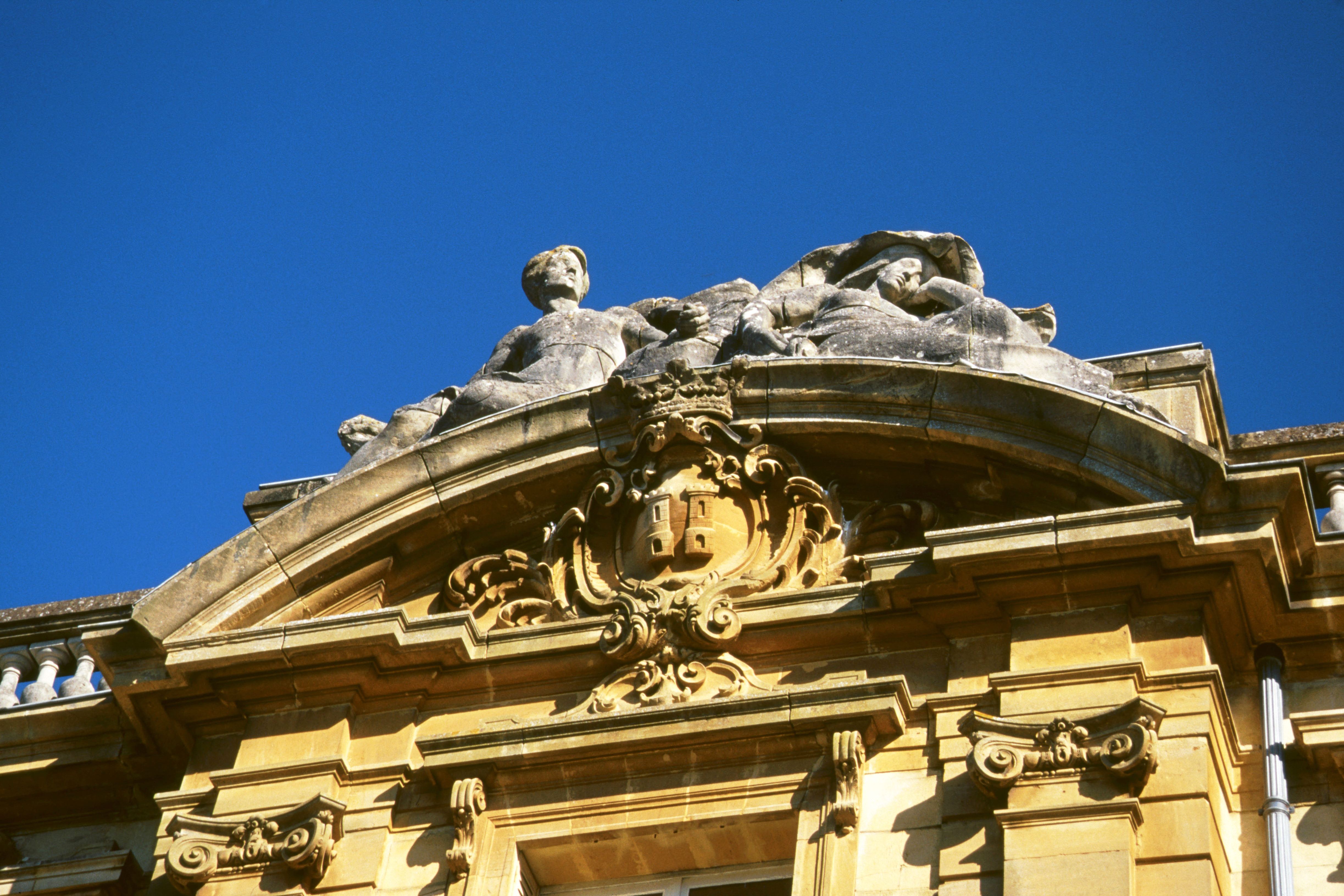

Les héritiers de Redon vendent en 1909 le château à la société Schneider : le domaine devient alors la propriété de la mine de Droitaumont.

### La Première Guerre mondiale
En août 1914, lors de la Première Guerre mondiale, le château est réquisitionné de force par les Allemands. Quatre canons sont alors braqués contre les grilles du domaine, et une ambulance est installée dans les caves du château pour soigner les blessés des deux camps. Pendant trois ans, Moncel est occupé par ces derniers. Les Jarnisiens devaient ignorer la présence des Allemands sous peine de représailles. Ainsi, les fenêtres et volets restaient fermés en toutes circonstances pour éviter d’attirer l’attention des civils. Durant cette période, jusqu’en 1918, de nombreuses personnalités allemandes se rendent au domaine, telles que Guillaume II, le Kronprinz, le roi de Bavière, ainsi que le prince Albert de Wurtemberg.
À la fin de la guerre, le château devient la résidence des différents directeurs et ingénieurs de la mine de Droitaumont.

### De nos jours
En 1980, avec l’arrêt progressif des mines en Lorraine, le domaine de Moncel devient la propriété de la ville de Jarny. Le maire de la ville, Henri Bezon, met fin à la lutte que les élus et les administrés menaient depuis 1979 contre le projet d’implantation d’une secte, en signant l’acte de vente du domaine. À la suite de ce rachat, une exposition en hommage à la vie des mineurs est organisée, intitulée « La vie à Jarny, c’est la mine ».
Peu de temps après, le parc est classé « Jardin de France » et « refuge de la Ligue de protection des oiseaux ».
Au printemps 2024, le plus grand projet de rénovation du château de Moncel voit le jour. Pour re dynamiser le domaine, la rénovation s’étale sur six ans pour un total de six millions d’euros (un million d’euros chaque année) et consiste en un vaste plan de réhabilitation patrimoniale et écologique incluant des travaux sur l’ensemble des façades intérieures et extérieures du bâtiment, des aménagements en faveur de la biodiversité, ainsi que la construction d’un nouveau parking pour faciliter l’accès des touristes,,,.

## Le parc
Derrière le château, le domaine de Moncel s’étend sur 17 hectares, avec en son cœur deux étangs ainsi que des jeux pour enfants. Au fond du domaine se trouve « la Vierge du Château de Moncel », une statue dite Madone, installée vers 1892 dans l’ancien mausolée du domaine. À cette époque, elle fut bénie par l’évêque de Nancy, Monseigneur Thurinas. La statue servait essentiellement de lieu de prière, les différents propriétaires étant de religion catholique.

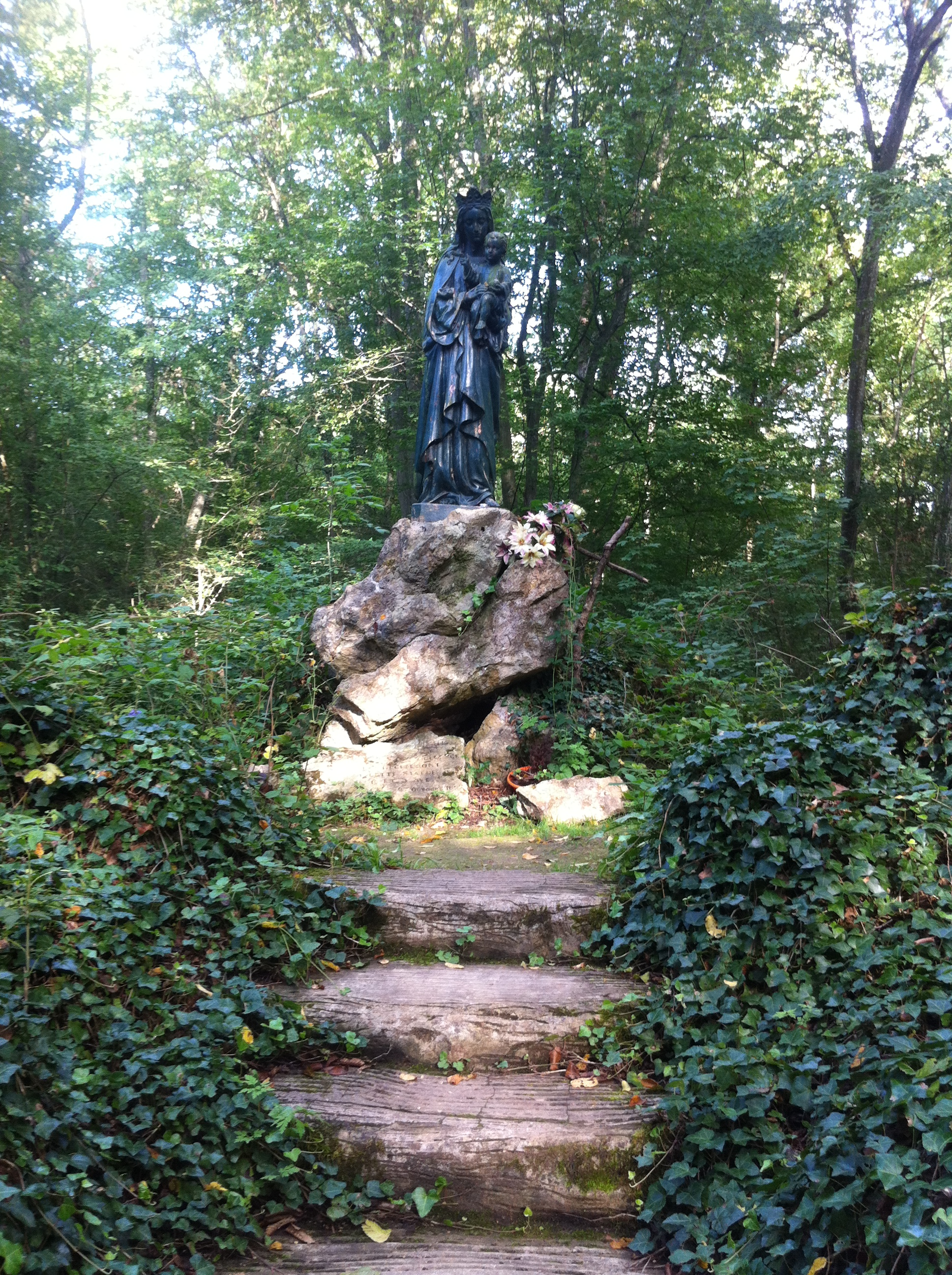
La statue de la Vierge au sein du domaine de Moncel

Cette dernière repose sur une grotte artificielle, où se trouvaient à l’origine des loges vides destinées à accueillir temporairement les cercueils des soldats morts durant la Première Guerre mondiale en Lorraine.

## Événements

### Plein Air Rock (1994 - 2021)
En 1994, le festival « Plein Air Rock » est créé pour la première fois dans le parc du domaine. Durant vingt-sept ans, il attire en moyenne entre 2 000 et 2 500 visiteurs chaque année, devenant un atout touristique majeur pour la ville de Jarny ainsi que pour le domaine de Moncel. Au cours de son histoire, le festival a accueilli des groupes tels que Shaka Ponk, Ultra Vomit, Sepultura, Gojira, Mass Hysteria ou encore Arch Enemy.
À la suite de la pandémie mondiale de Covid-19, le festival est définitivement arrêté,.